# Obélisque de Théodose
L’obélisque de Théodose (en turc : Dikilitaş « pierre dressée, obélisque », de  dikili « debout » et taş « pierre ») est le nom donné à l'obélisque égyptien de Thoutmôsis III qui orne l'hippodrome de Constantinople, aujourd'hui At Meydanı ou Sultanahmet Meydanı, à Istanbul. Il s'agit du plus vieux monument encore visible de la ville.

## Historique
À l'origine, l'obélisque de Thoutmôsis III était érigé au sud du VIIe pylône du grand temple de Karnak. Il fut transporté à Alexandrie sous Constance II (empereur de 337 à 361), en même temps que l'actuel obélisque du Latran. Il dut attendre le règne de Théodose Ier (empereur de 379 à 395) pour être finalement transporté à Constantinople, où il fut réérigé en 390 sur la spina de l'hippodrome. Il s'agit du plus petit des obélisques datant de Thoutmôsis III.
Il est devenu depuis l'un des monuments touristiques de la ville d'Istanbul. Il se trouve de plus à proximité de deux autres lieux hautement touristiques, l'Hippodrome de Constantinople et la Mosquée bleue.
Le 12 janvier 2016, un attentat vise un groupe de trente-trois touristes allemands qui contemplaient l'obélisque.

## Description
L'obélisque est en granite rouge de Syène. Sa partie basse manque, et sa hauteur n'est plus aujourd'hui que de 18,54 m (ou 19,6 m) et 25,6 m avec le piédestal. À l'origine, il devait atteindre une trentaine de mètres, soit presque autant que l'obélisque du Latran. L'obélisque est séparé du piédestal par quatre cubes de bronze de quarante-cinq centimètres, pourvus de boucles de bronze soudées aux angles extérieurs.

### Inscriptions de l'obélisque
Elles sont réparties sur les quatre faces, sur une seule colonne centrale, et célèbrent les victoires de Thoutmôsis III sur les rives de l'Euphrate (vers -1450).

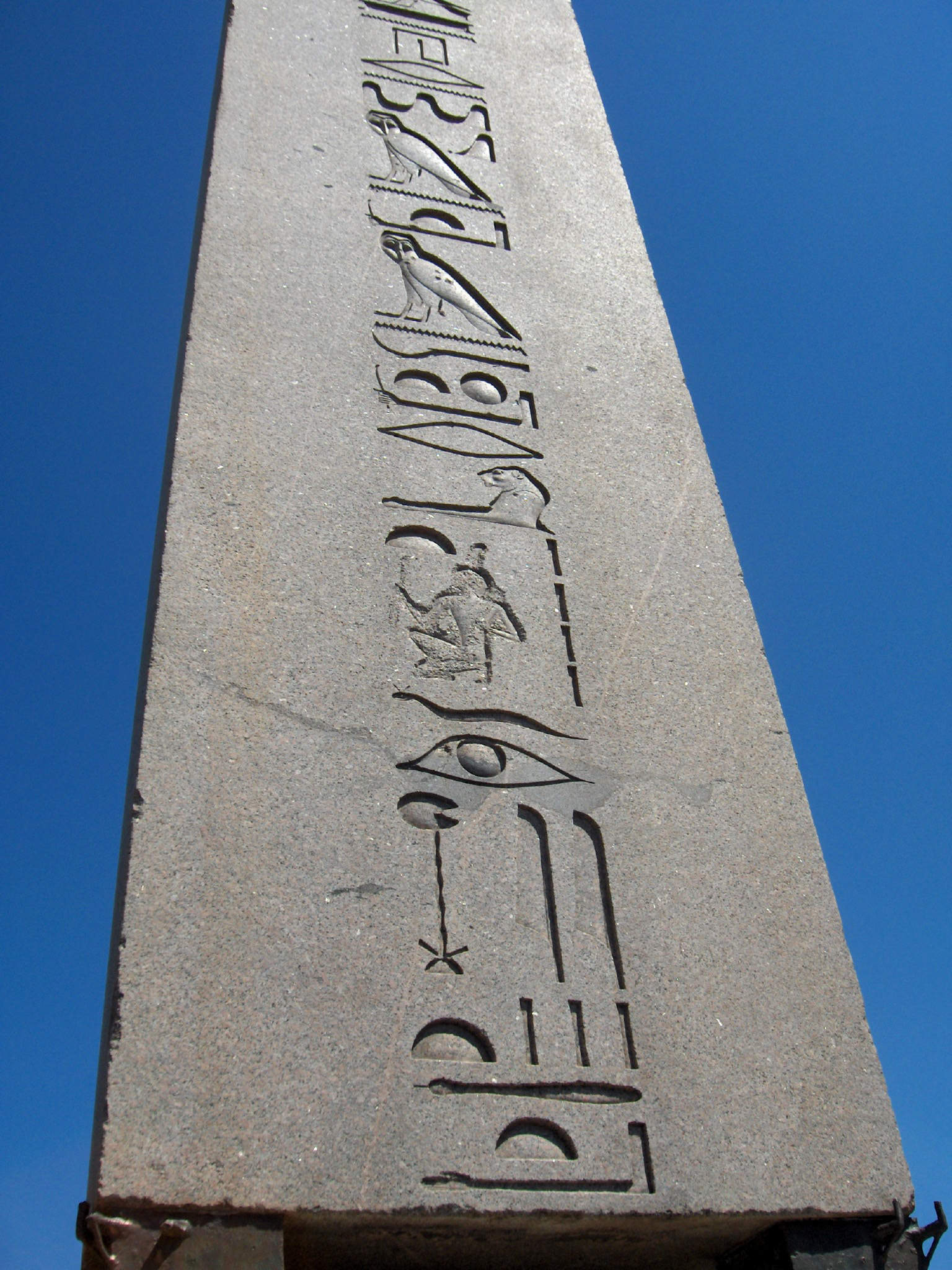
Bas de l'inscription (sud).
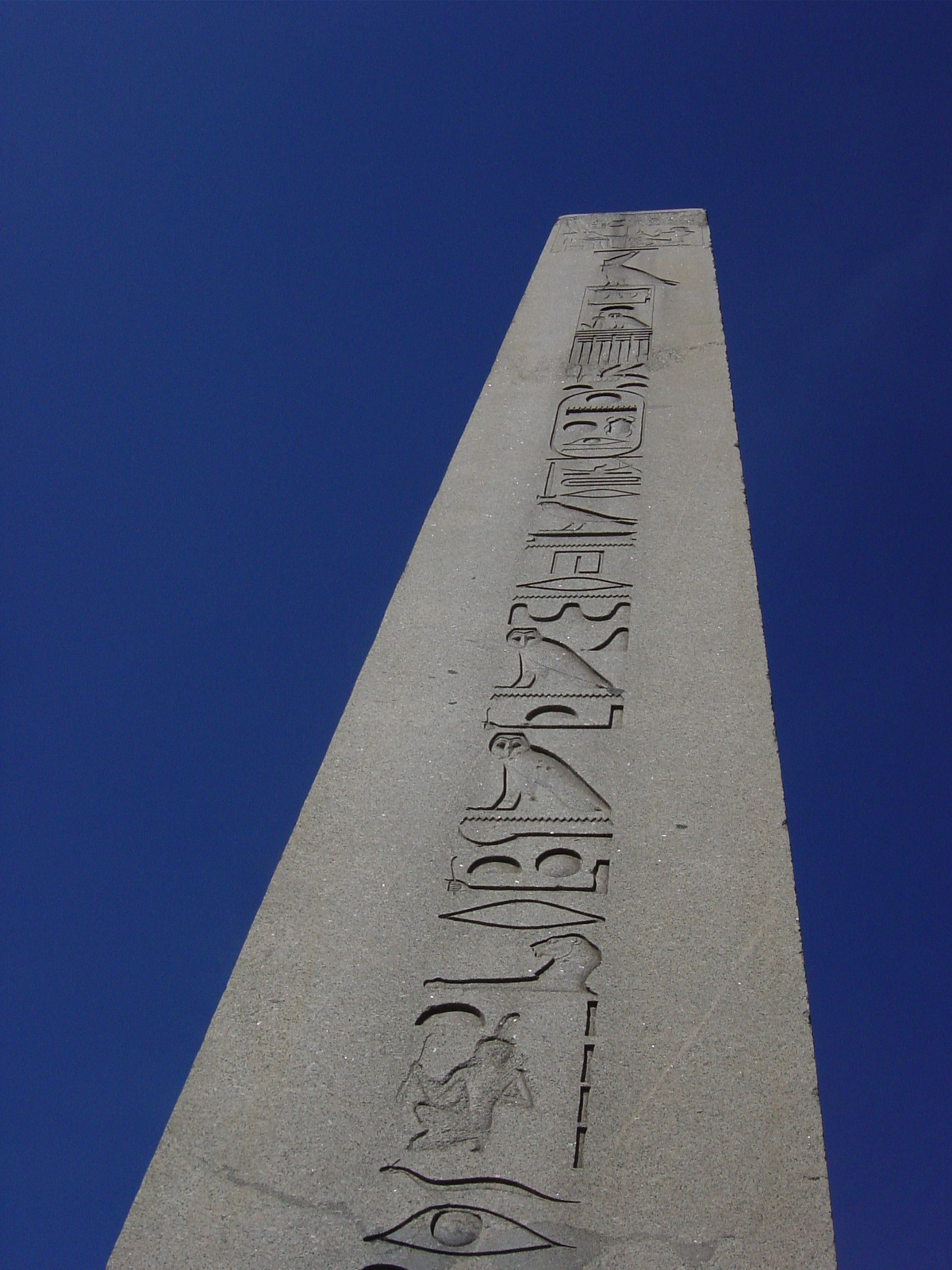
Haut de l'inscription (sud).

### Piédestal

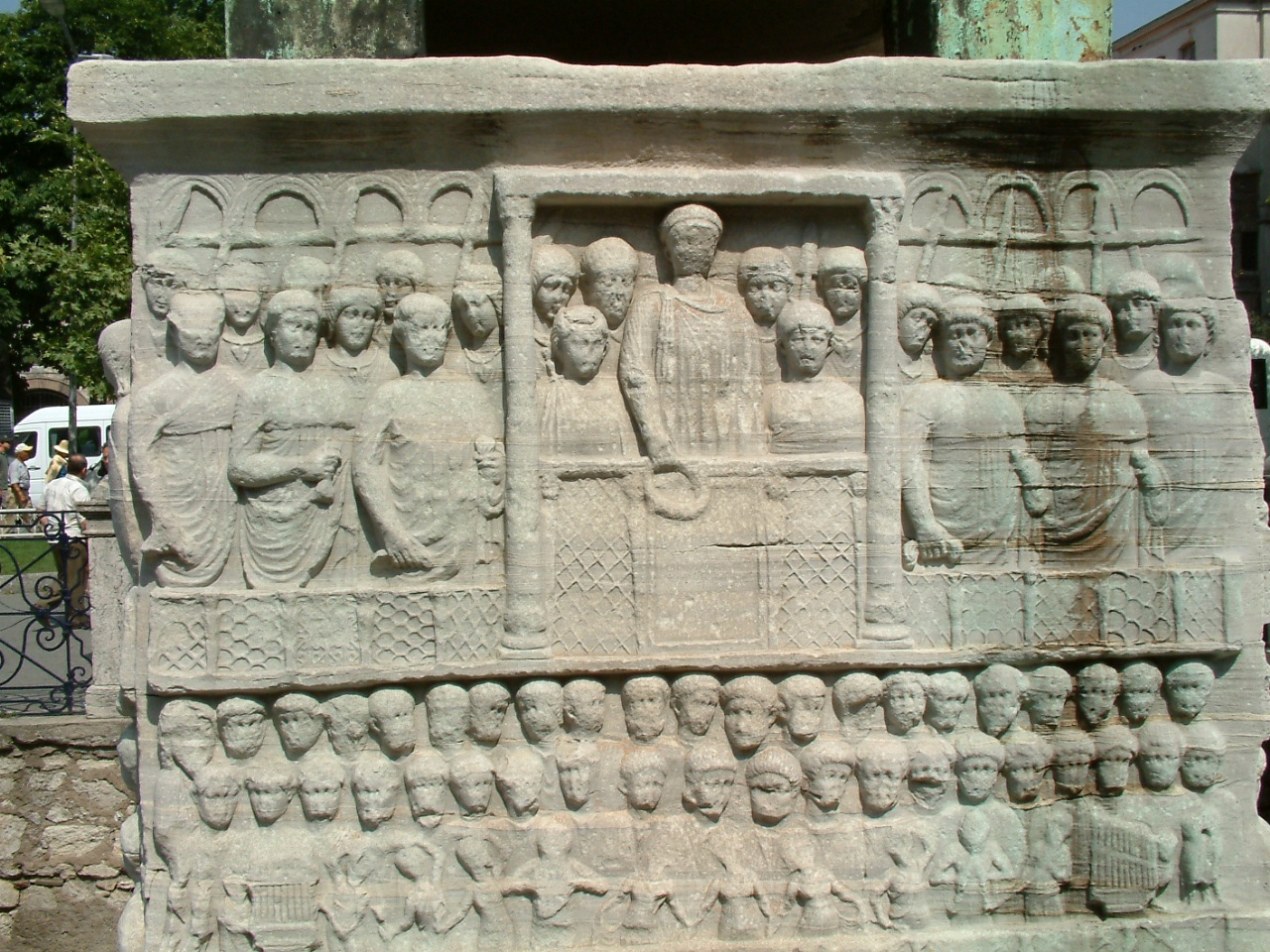
Détail du piédestal (est) : Théodose offre le laurier de la victoire. On distingue l'orgue hydraulique, en bas à droite.

Le piédestal de marbre est richement historié de bas-reliefs apportant des informations sur le transport et l'érection de l'obélisque.
Sur la face est, l'empereur Théodose, dans la loge impériale, entouré de sa cour, remet au vainqueur de la course la couronne de laurier, dans un décor d'arcades et de colonnes corinthiennes. Les spectateurs assistent à la cérémonie en compagnie de musiciens et de danseurs. À droite, on distingue l'orgue hydraulique ou hydraule de Ctésibios et, à gauche, un autre instrument.

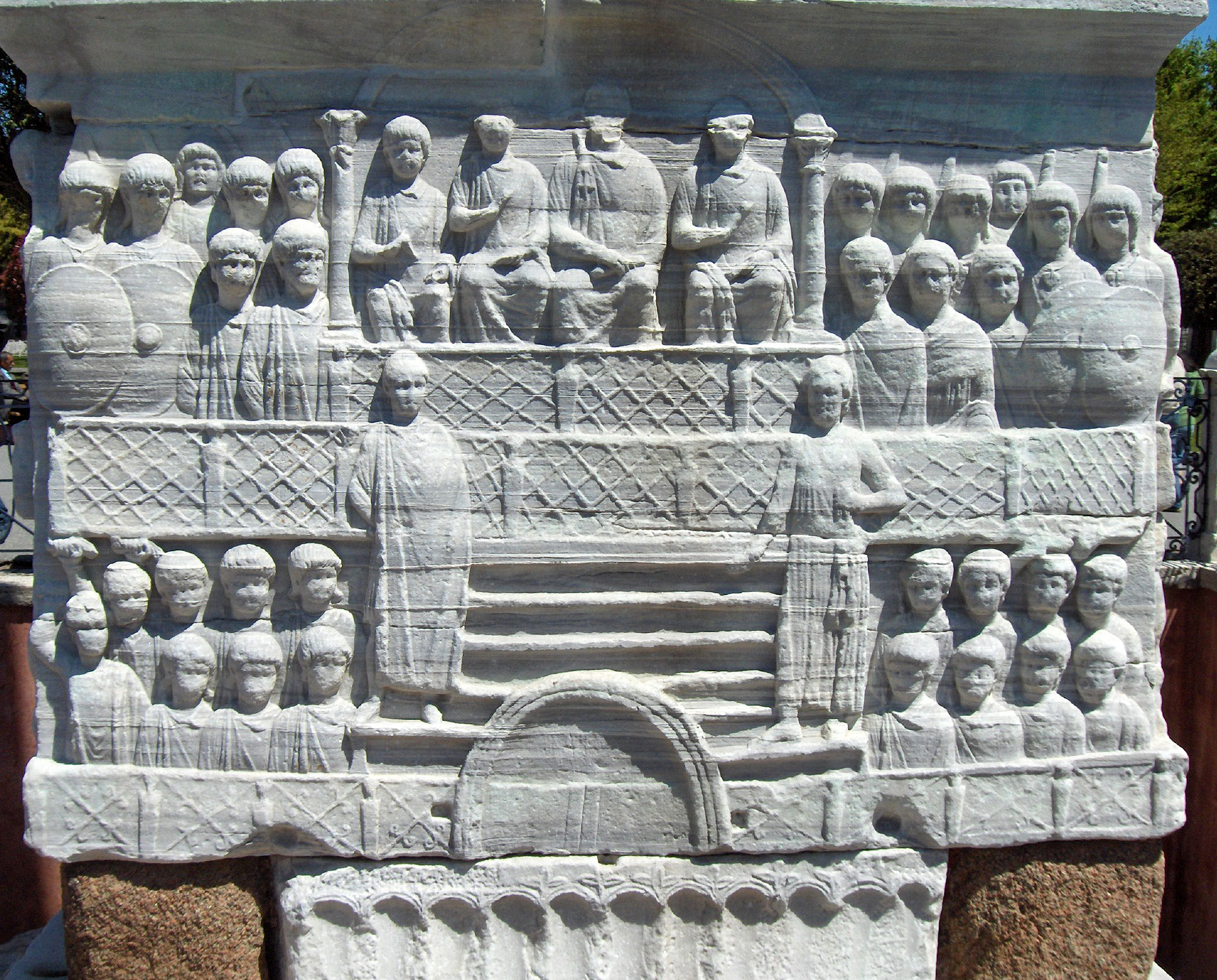
L'empereur et sa cour (sud).
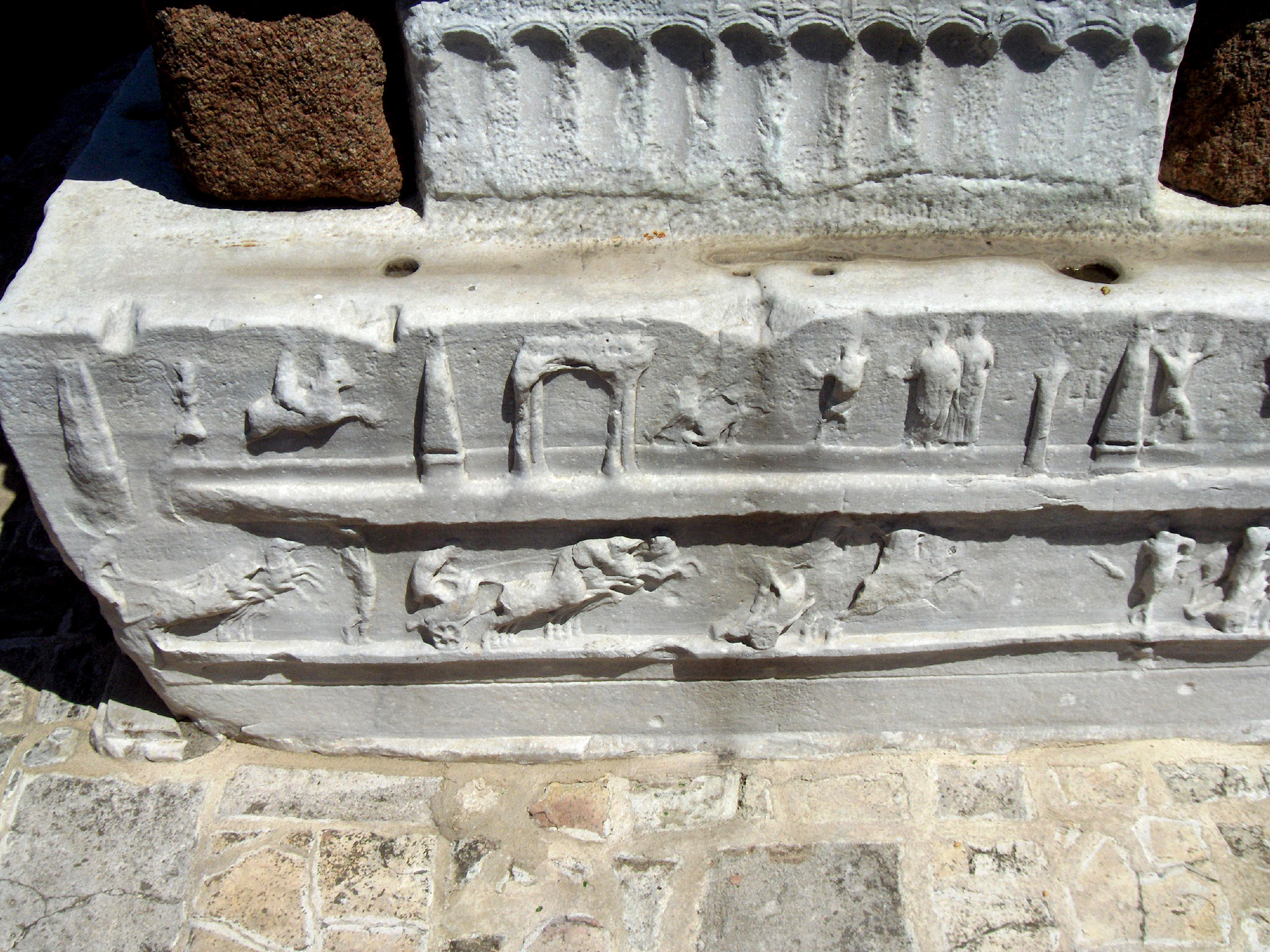
La course de chars (sud).
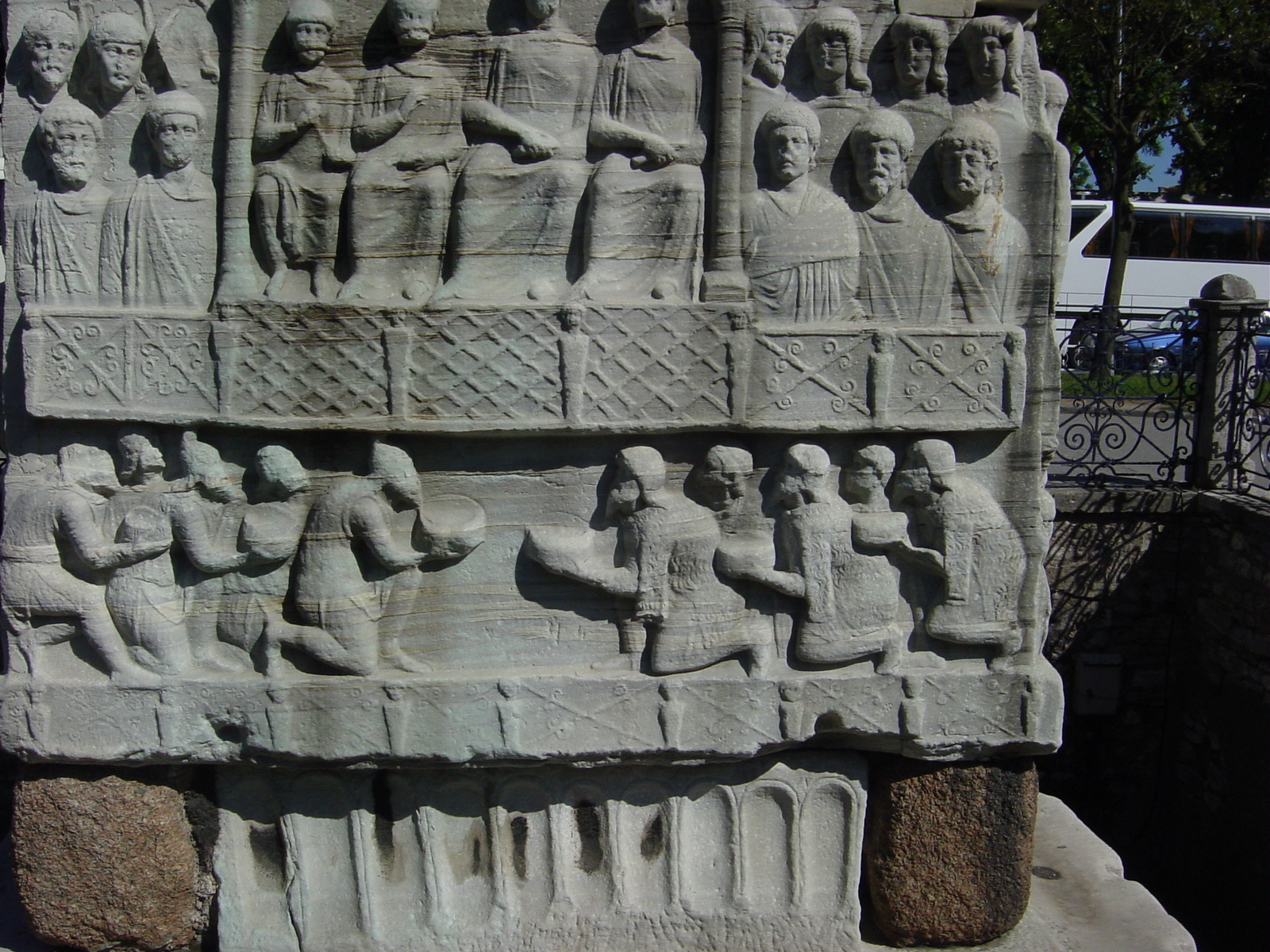
Soumission des Barbares (ouest).

L'observation révèle que le piédestal a subi des dommages importants et qu'il a été énergiquement restauré. Des parties manquantes ont été remplacées, aux angles inférieurs, par des blocs cubiques de porphyre, répondant aux cales de bronze évoquées plus haut, de même forme et de mêmes dimensions. Une saignée verticale, creusée sur la face nord, évoque le passage d'une canalisation. Ces réparations du socle, peut-être liées au bris du monolithe lui-même, montrent qu'un grave accident est survenu au monument — on a évoqué un tremblement de terre —, à une date inconnue et certainement dès l'Antiquité.

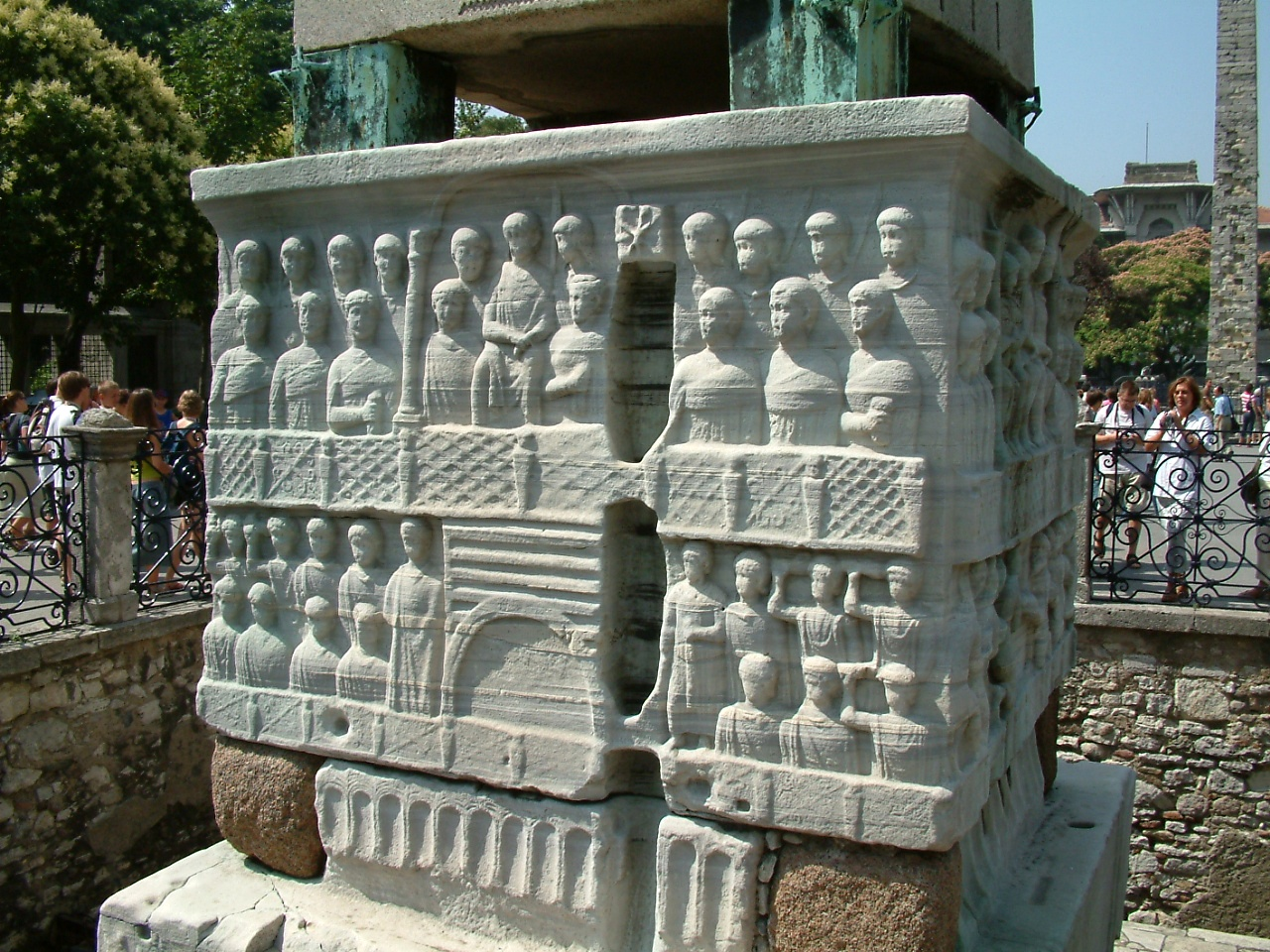
L'empereur et sa cour. Cubes de bronze et de porphyre ; canalisation (nord).
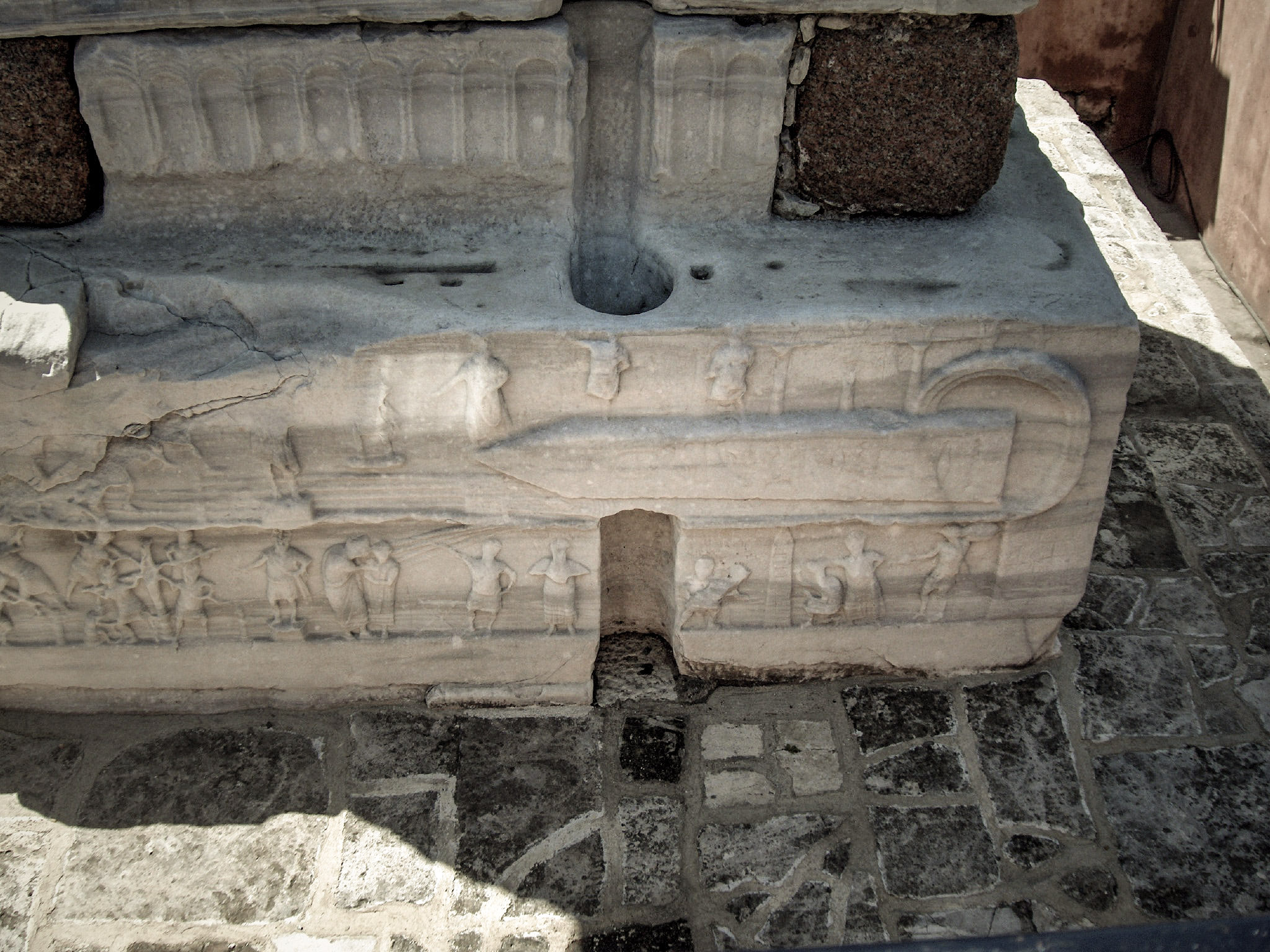
Transport de l'obélisque ; traces d'une canalisation verticale (nord).
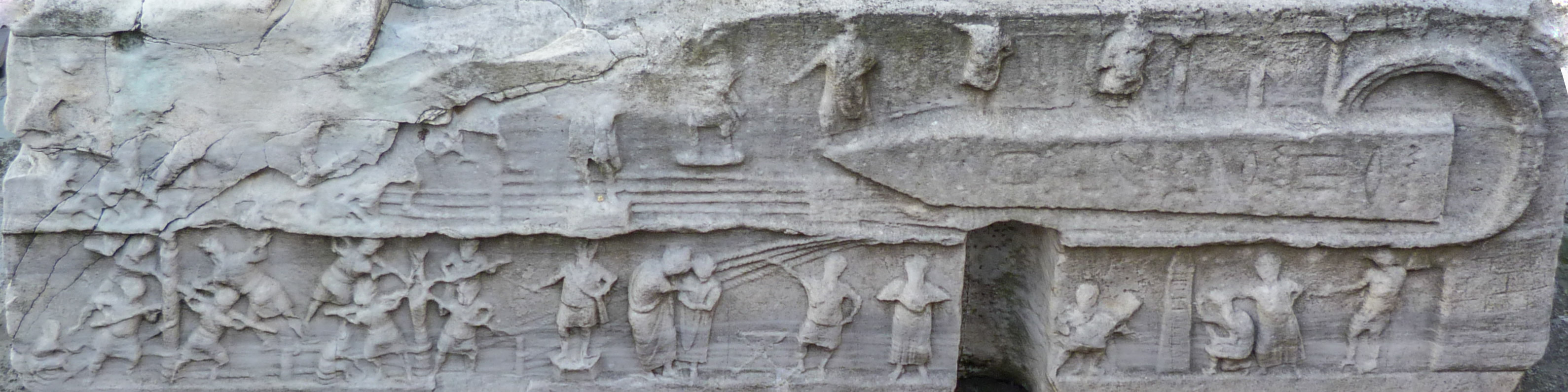
Détail du transport de l'obélisque, avec traîneau et cabestan.

#### Inscription latine

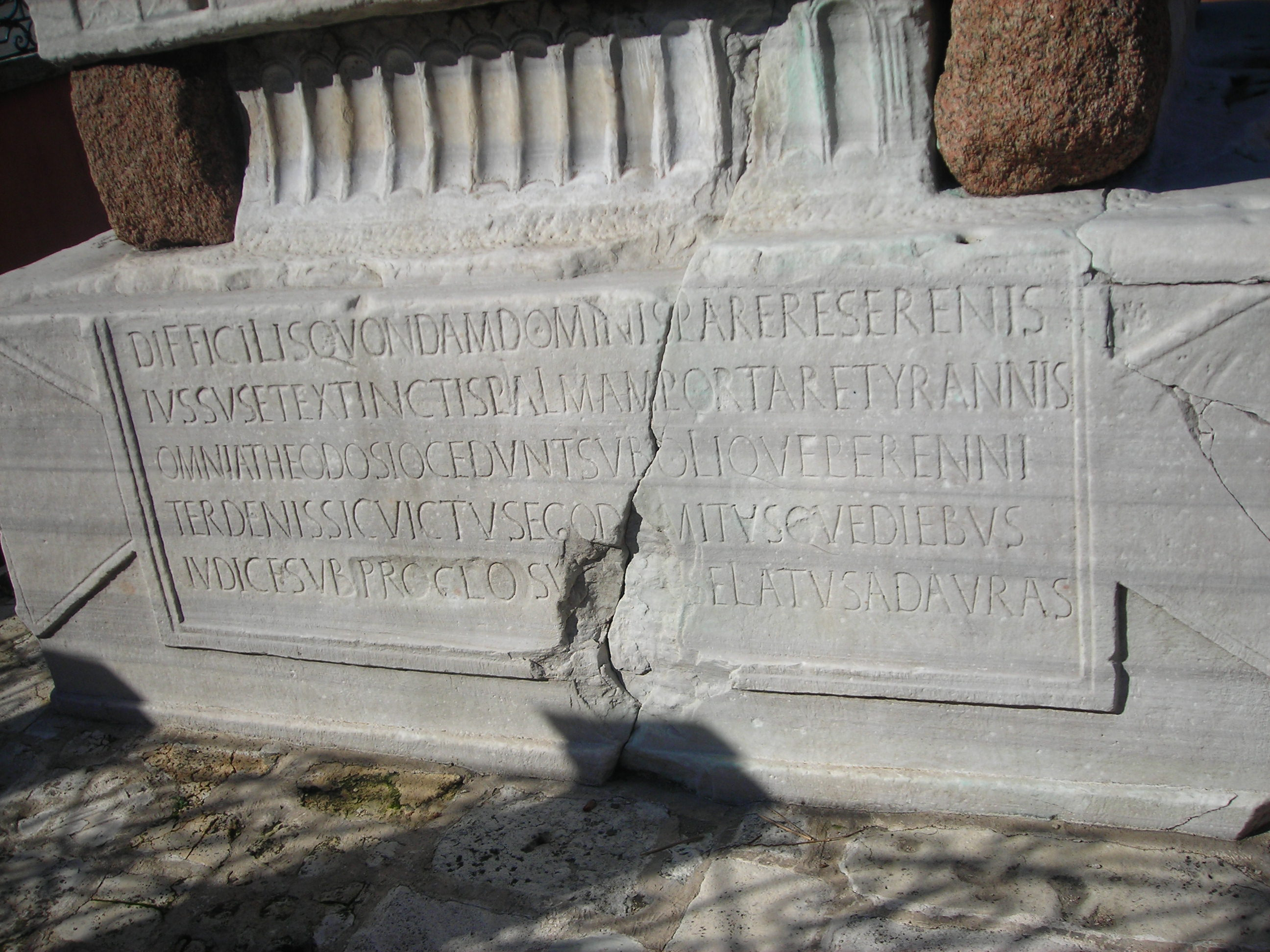
Inscription latine (est).

Le piédestal porte sur sa face est une inscription latine en excellent état. Seul manque aujourd'hui le mot superas, à la dernière ligne, assuré par une transcription d'un voyageur du XVIe siècle :
« DIFFICILIS QVONDAM DOMINIS PARERE SERENIS

IVSSVS ET EXTINCTIS PALMAM PORTARE TYRANNIS

OMNIA THEODOSIO CEDVNT SVBOLIQVE PERENNI

TER DENIS SIC VICTVS EGO DOMITVSQVE DIEBVS

IVDICE SVB PROCLO SVPERAS ELATVS AD AVRAS »
Le nom « PROCLO », renvoyant au nom de Proculus, préfet de Constantinople ayant fait ériger l'obélisque, est une surcharge en creux, substituée à un autre nom.
Traduction

« Alors qu’autrefois j’opposais de la résistance, on me donna l’ordre d’obéir à des maîtres sereins et de porter leur palme, une fois les tyrans vaincus. Tout cède à Théodose et à sa descendance éternelle. C’est ainsi que, moi, j’ai été dompté et vaincu en trois fois dix jours et élevé vers le sommet de l’air, sous le gouverneur Proclus. »

#### Inscription grecque

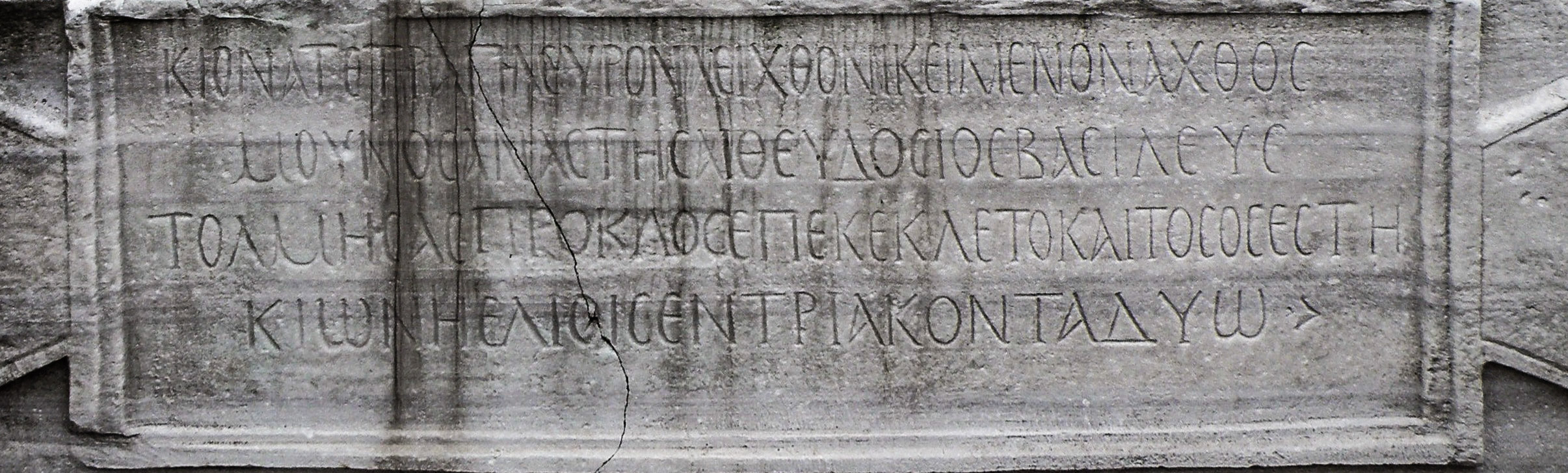
Inscription grecque (ouest).

La face opposée (ouest) répète la même idée en langue grecque byzantine, mais il est cette fois rapporté que la réérection fut menée à bien en trente-deux jours (ΤΡΙΑΚΟΝΤΑ ΔΥΟ, dernière ligne) :
« ΚΙΟΝΑ ΤΕΤΡΑΠΛΕΥΡΟΝ ΑΕΙ ΧΘΟΝΙ ΚΕΙΜΕΝΟΝ ΑΧΘΟϹ

ΜΟΥΝΟϹ ΑΝΑϹΤΗϹΑΙ ΘΕΥΔΟϹΙΟϹ ΒΑϹΙΛΕΥϹ

ΤΟΛΜΗϹΑϹ ΠΡΟΚΛΟϹ ΕΠΕΚΕΚΛΕΤΟ ΚΑΙ ΤΟϹΟϹ ΕϹΤΗ

ΚΙΩΝ ΗΕΛΙΟΙϹ ΕΝ ΤΡΙΑΚΟΝΤΑ ΔΥΟ »
Le nom de « ΠΡΟΚΛΟϹ » est également une surcharge, en léger creux. Cette inscription grecque est parfaitement conservée.
Traduction

« Cette colonne à quatre côtés qui gisait à terre, seul l'empereur Théodose osa en relever le fardeau ; Proclos fut invité à exécuter son ordre ; et cette grande colonne se dressa en trente-deux jours. »